# Académie allemande de sciences politiques et juridiques Walter Ulbricht
 (avril 2014).
Si vous disposez d'ouvrages ou d'articles de référence ou si vous connaissez des sites web de qualité traitant du thème abordé ici, merci de compléter l'article en donnant les références utiles à sa vérifiabilité et en les liant à la section « Notes et références ».
L'Académie allemande de sciences politiques et juridiques Walter Ulbricht (Deutsche Akademie für Staats- und Rechtswissenschaft « Walter Ulbricht » puis Akademie für Rechts- und Staatswissenschaft der DDR) était une institution scolaire pour la formation politique et juridique de l'appareil d'État. Elle se trouvait à Potsdam.

## Anciens élèves célèbres
- Hans Watzek
- Kurt Wünsche

## Sources
- (de) Cet article est partiellement ou en totalité issu de l’article de Wikipédia en allemand intitulé « Deutsche Akademie für Staats- und Rechtswissenschaft » (voir la liste des auteurs).